# フリル (フリマアプリ)
フリル（英: fril）は、株式会社Fablicが運営していたフリマアプリ。2012年7月27日にiOS向けアプリケーションがリリースされ、日本国内では初めてとなるフリマアプリとしてサービスを開始した。
2018年2月26日に楽天株式会社が運営するフリマアプリの「ラクマ」と統合し、名称が「ラクマ」に変更された。運営会社の株式会社Fablicも2018年7月1日に楽天に吸収合併されている。

## 歴史
- 2012年7月27日 iOS向けアプリケーションが提供開始[4]。
- 2013年1月29日 Android向けアプリケーションが提供開始[4]。
- 2014年12月 Google Play 2014年ベストアプリに選出[5]。
- 2015年
  - 7月21日 サービスリニューアルに伴い、これまで女性のみに限定してきたサービス提供を男性にも解放[6]。
  - 12月24日 Webからの商品の購入が可能になる[7]。
- 2016年
  - 3月7日 Webからの商品の出品が可能になる[8]。
  - 12月 Google Play 2016年ベストアプリに選出[9]。
- 2018年2月26日 旧「ラクマ」を統合し、「フリル」から新「ラクマ」へ名称が変更された[10][11]。

## 主なルール
- 「要らなくなったものを安価で販売する」という趣旨のサービスであるため、定価以上の価格で販売することを禁止している。
- 中古の商品を新品の定価以上で販売するのは取引法違反になるため、禁止されている。
- チケット（チケットを含む商品）は上記のルールに関係なく、定価以上での売買は認められていない。
- 違法なもの、主に録画済みのブルーレイ、DVD、ビデオテープなどの販売やオマケとしての配布、ライブ会場での盗撮写真・録音した音源、非公式商品のオマケとしての配布や販売も禁止されている。
- アーティストロゴ、ディズニーや妖怪ウォッチなどのキャラクター系のハンドメイド商品の配布や販売も禁止である。
- 現在、郵便局留め、宅配便営業所止め、郵便私書箱受け取り、私設私書箱受け取り、コンビニ受け取り、宅配ロッカー受け取りは、統合前後で取り扱いが異なる。統合前の旧ラクマでは可能、フリルでは禁止となっているが、統合後の新ラクマでは禁止となる。